# Chapo (comida)

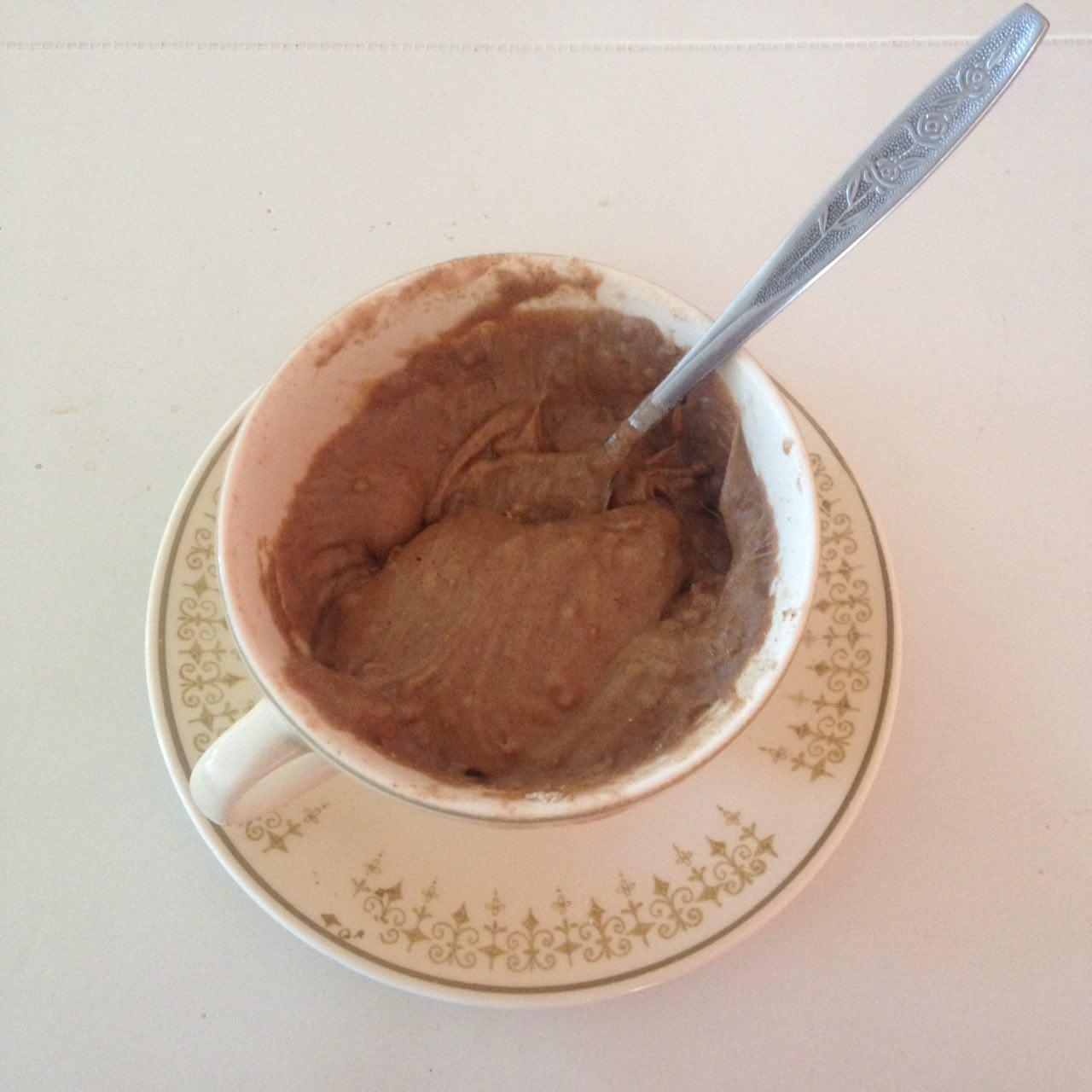
Taza de chapo preparada con chocolate, queso mozzarella y máchica

El chapo es un plato típico ecuatoriano que se prepara sobre la base de máchica con alguna bebida dulce, tal como el chocolate en leche, el café en leche, agua endulzada con panela, entre otros. La proporción de máchica para el chapo es al gusto. En ciertas zonas rurales de la sierra ecuatoriana, constituye el único plato del desayuno de 3 de cada 4 personas, puesto que el campesino piensa que un buen desayuno está relacionado con una buena cantidad de máchica.